# Steve Keene
Steve Keene (* 1957 in Washington, D.C.) ist ein US-amerikanischer Maler. Er lebt in Brooklyn, New York City.

## Biografie
Keene studierte an der Yale University und an der Virginia Commonwealth University. 
Seit 1992 malt er seine Bilder auch öffentlich, vielfach in  Kunstmuseen und Galerien der Vereinigten Staaten und weltweit, so 1999 im Museum Ludwig in Köln.

## Werk
„Ich arbeite von acht Uhr früh bis acht Uhr abends, bin wie ein Pizzabäcker, der eine Pizza nach der anderen backt. Ich male zwischen 60 und 96 Bilder am Tag. Je mehr, desto besser!“

Keene bemalt gewöhnlich mehrere Holztafeln gleichzeitig mit ein und demselben Motiv. Dies ermöglicht ihm, mehrere Dutzend Gemälde am Tag zu produzieren. Von jedem Gemälde Keenes existieren mehrere Varianten, die sich nur aufgrund der analogen Arbeitsweise voneinander unterscheiden. Jedes Bild ist ein Unikat. Anfangs handelte es sich um ein Projekt gegen die etablierte Kunstszene, mit wachsendem Erfolg wurde es sein Lebenswerk. Keene hat über 300.000 Gemälde gemalt und zählt somit zu den „produktivsten“ Malern überhaupt. Einige Kritiker vergleichen Keene mit Andy Warhol.
Die Motive sind häufig dem Alltag entlehnt oder beinhalten oft amerikanische Symbole, wie die Flagge der USA, bekannte Schallplattencover oder Porträts von Abraham Lincoln. Stilistisch bewegen sich seine Gemälde zwischen Expressionismus, Pop Art, Graffitikunst und Naiver Malerei.
Die ausschließlich in Acryl auf Holztafel gemalten Bilder verkauft Keene vereinzelt auch für wenige Dollar pro Stück – auch an Kunstsammler wie Dennis Hopper, Harvey Weinstein oder den ehemaligen Guggenheim-Direktor Thomas Krens. 

## Rezeption
Steve Keene profitierte von seinen guten Beziehungen zu Größen der Independent-Musik, wie der Band Pavement, für die er beispielsweise die Covergestaltung des Albums Wowee Zowee übernahm. Ebenso gestaltete er Albumcover für R.E.M. und Taking Heads.
Mitglieder von Pavement und anderen Bands, wie Sonic Youth, Soul Coughing, Dave Matthews Band, Silver Jews oder Merzbow und Cat Power, sind bekennende Unterstützer und Fans von Keene. 
2004 drehten Andreas Geiger und Thomas Schlottmann den Dokumentarfilm Fresh Art Daily über Keene.